# Авиабаза Шамбле-Бюссьер
Авиабаза Шамбле-Бюссьер — бывшая военная база передового базирования НАТО и ВВС США в Европе на территории Франции. Расположена в 1,5 км к юго-западу от Шамбле-Бюссьер департамента Мёрт и Мозель. Была активна в 1953—1967 годах.

## История
Впервые база Шамбле-Бюссьер использовалась в 1940 году. Французские ВВС расположили здесь 9 двухмоторных истребителей Potez 630 и 5 самолётов-разведчиков Mureaux 117. Аэродром получил код GAO 2/506. Однако, после того как Франция была оккупирована в мае 1940 года Германией, аэродром был расформирован и использовался в качестве посевных полей.

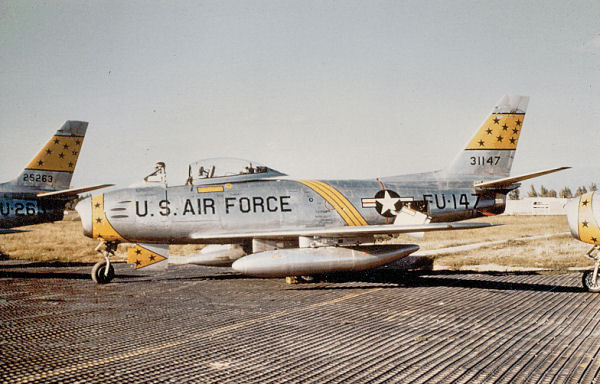
Американский F-86F-35-NA Sabre на аэродроме Шамбле-Бюссьер.

В 1951 году с началом холодной войны и увеличением военной опасности для Западной Европы со стороны СССР база была передана Североатлантическому альянсу для использования ВВС США. Строительство началось в 1952 году и было полностью закончено в середине 1950-х годов.
В ноябре 1954 — феврале 1955 сюда были передислоцированы ядерные истребители-бомбардировщики с авиабазы Джордж из Калифорнии. Всего здесь были дислоцировано три эскадрильи истребителей-бомбардировщиков North American F-86 Sabre. Эскадрон участвовал в ядерных учениях Carte Blanche. Однако, когда в 1957 году Франция запретила размещение ядерного вооружения на своей территории, эскадрон был переведён на японскую базу Мисава. Шамбле-Бюссьер перевели в резерв.

## Берлинский кризис

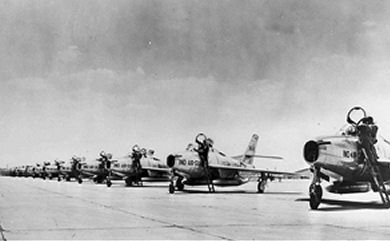
F-84 в Шамбле в период Берлинского кризиса. 1961 год.

В 1961 году начался Берлинский кризис. В рамках операции НАТО Tack Hammer авиабаза была вновь активирована. Сюда были переброшены 3 эскадрильи тактических истребителей с базы Форт-Уэйн (Индиана). К ноябрю 1961 года дислоцированная группа составила 26 Republic F-84 Thunderjet и самолёты поддержки (C-47 и T-33A). Аэродром был увеличен, построены дополнительные ангары, склады, мастерские, обновлена электрическая система базы. База была в активном контакте с военно-воздушными силами НАТО в Западной Германии. К апрелю 1961 года кризис был разрешён и администрация президента Кеннеди решила вернуть персонал базы и транспортные самолёты в место постоянной дислокации в Индиане. Боевые самолёты остались на базе в Шамбле. На базе оставшихся боевых машин был сформирован 390-й боевой эскадрон.

## 390-й боевой эскадрон
Сформированный 390-й боевой эскадрон выполнял задачи воздушной поддержки наземных войск и воздушной обороны. В феврале 1963 года на базу были переведены с авиабазы под Тулем эскадрон самолётов-разведчиков. В феврале 1963 года истребители выполнили свою задачу и были переведены на американскую базу в Нью-Мексико, а в августе разведывательная группа была возвращена на базу Туль-Розьер. База в Шамбле была опять законсервирована и использовалась для нужд группировки ВВС США в Европе.

## Разведывательная группировка
1 июля 1965 года на базу был переброшен эскадрон самолётов-разведчиков, укомплектованный Douglas B-66 Destroyer, оснащёнными фотоаппаратурой и аппаратурой для радиоэлектронной борьбы.
7 марта 1966 года французский президент Шарль де Голль объявил о выходе Франции из НАТО. США были проинформированы, что военные силы США должны покинуть территорию Франции к 1 апрелю 1967 года.
Разведывательная группировка была переброшена в Таиланд, где происходила эскалация конфликта в Юго-Восточной Азии и 1 апреля 1967 года база была передана под французский контроль.

## Современное использование

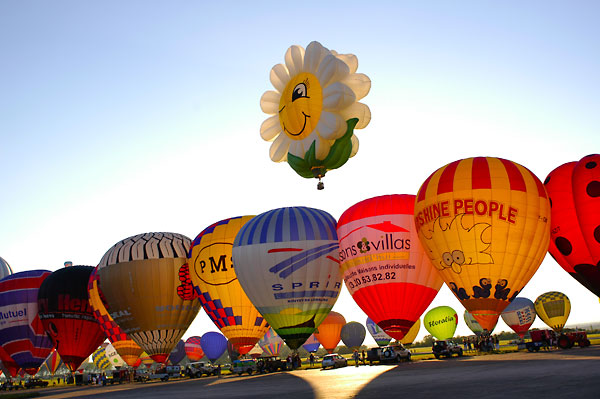
Мировой фестиваль воздушных шаров. 2007 год.

С 1967 года авиабаза Шамбле использовалась ВВС Франции для различных целей и военно-воздушных операций.
В настоящее время база была переделана под коммерческий бизнес-парк. Взлётная полоса поддерживается в рабочем состоянии и, хотя аэродром классифицируется как военный, используется клубом для сверхлёгких самолётов. Кроме этого, каждые 2 года в июле здесь проходит традиционный Лотарингский всемирный фестиваль воздушных шаров, крупнейший в Европе фестиваль монгольфьеров.